# Стенжиця (гміна, Рицький повіт)
Гміна Стенжиця (пол. Gmina Stężyca) — сільська гміна у східній Польщі. Належить до Рицького повіту Люблінського воєводства.
Станом на 31 грудня 2011 у гміні проживало 5400 осіб.

## Площа
Згідно з даними за 2007 рік площа гміни становила 116.78 км², у тому числі:
- орні землі: 63.00%
- ліси: 18.00%

Таким чином, площа гміни становить 18.97% площі повіту.

## Населення
Станом на 31 грудня 2011:
| Опис     | Загалом | Загалом | Чоловіки | Чоловіки | Жінки | Жінки |
| -------- | ------- | ------- | -------- | -------- | ----- | ----- |
| одиниця  | осіб    | %       | осіб     | %        | осіб  | %     |
| все      | 5400    | 100     | 2662     | 49.30    | 2738  | 50.70 |
| міське   | 0       | 100     | 0        |          | 0     |       |
| сільське | 5400    | 100     | 2662     | 49.30    | 2738  | 50.70 |

## Сусідні гміни
Гміна Стенжиця межує з такими гмінами: Демблін, Козеніце, Мацейовіце, Рики, Сецехув, Троянув.